# Свєшников Олександр Васильович
Олекса́ндр Васи́льович Св'є́шников (рос. Александр Васильевич Свешников; 30 серпня (11 вересня) 1890, Коломна — 3 січня 1980, Москва) — російський радянський хоровий диригент і музичний діяч. Народний артист СРСР (1956). Герой Соціалістичної Праці (1970).

## Біографія
1913 року закінчив Музично-драматичне училище Московського філармонічного товариства.
У 1921—1923 роках був одним з організаторів дитячої хорової самодіяльності в Україні. Був диригентом Полтавської хорової капели. Св'єшников виконав обробку низки українських народних пісень.
1941 року заснував і був художнім керівником Державного академічного російського хору СРСР. Від 1946 року професор, у 1948—1974 роках ректор Московської консерваторії.
Лауреат Сталінської премії 1946 року.